# Francisco Afonzo
Francisco Afonzo   (Santa Cruz de Tenerife, segle XIX - valor desconegut) va ser un pintor canari del segle xix. Hauria nascut al segon terç de segle. A l'Exposició provincial celebrada a Canàries el 1863 va presentar, segons recull Manuel Ossorio, un grup d'arbres a llapis i unes cases de construcció antiga a l'aiguada pels quals va obtenir una menció honorífica.